# Пелевин, Константин Яковлевич
Константин Яковлевич Пелевин (13 мая 1916, Петроград — 22 октября 1987) — воздушный стрелок самолёта «Ил-2» 15-го гвардейского штурмового Невского Краснознаменного орденов Суворова и Кутузова авиационного полка 277-й штурмовой Красносельской Краснознаменной орденов Суворова и Кутузова авиационной дивизии 1-й воздушной армии 3-го Белорусского фронта, гвардии старшина — на момент представления к награждению орденом Славы 1-й степени.

## Биография
Родился 13 мая 1916 года в городе Петрограде в семье рабочего. Русский. Член ВКП/КПСС с 1942 года. Окончил 7 классов и в 1934 году школу фабрично-заводского ученичества. Работал столяром-модельщиком Ленинградского музыкально-промышленного техникума, затем на Ленинградском оптико-механическом заводе. В 1936 году по комсомольской путевке был направлен в авиационное училище, но не прошел медицинскую комиссию. В 1937—1940 годах проходил срочную службу в войсках НКВД. Уволившись из армии, работал по старой специальности — модельщиком.
С началом Великой Отечественной войны вновь был призван в армию. Службу проходил связистом на одном из аэродромов Ленинграда. Добивался перевода во фронтовую часть, особенно после смерти отца в блокадном городе. В середине 1943 года Пелевин был направлен на курсы, готовящие воздушных стрелков для штурмовиков Ил-2.
В январе 1944 года гвардии сержант Пелевин прибыл воздушным стрелком в 3-ю эскадрилью 15-го гвардейского штурмового авиационного полка. Начал летать на боевые задания в экипаже командира эскадрильи гвардии старшего лейтенанта Котюнина. Полк в то время входил в состав 277-й штурмовой авиационной дивизии 13-й воздушной армии Ленинградского фронта. С 19 января по 5 марта Пелевин совершил уже двадцать успешных боевых вылетов. Командир эскадрильи учил его ориентироваться в воздухе, отбиваться от вражеских истребителей и поражать наземные цели. На его счету было уже несколько уничтоженных автомашин и десятки гитлеровцев, а на груди рядом с медалью «За оборону Ленинграда» — медаль «За отвагу».
С 5 марта по 14 апреля 1944 года в боях за освобождение Эстонии экипаж Котюнин-Пелевин совершил 17 боевых вылетов, в которых уничтожил танк, 6 орудий, 4 автомашины, 2 пулемётные точки, 2 миномёта, 5 повозок и до взвода живой силы противника. 28 марта во время боевого вылета в районе населённого пункта Коссари группа Ил-2 была атакована вражескими истребителями Ме-109. В воздушном бою самолёт Катюнина был повреждён и стал терять управление. Пелевин огнём из пулемёта отбил несколько атак гитлеровского истребителя и сбил его. Лётчик привел повреждённую машину на свой аэродром. За это бой приказом по 277-й штурмовой авиационной дивизии от 8 апреля 1944 года за образцовое выполнение заданий командования и проявленные мужество и отвагу гвардии сержант Пелевин Константин Яковлевич награждён орденом Славы 3-й степени.
К концу октября 1944 года, за десять месяцев своей боевой работы, гвардии сержант Пелевин совершил сто десять боевых вылетов на штурмовку вражеских объектов с лётчиками Котютиным, Дерябиным, Алексенко. Участвовал во многих воздушных боях, в составе группы сбил ещё три самолёта, уничтожил десятки вражеских объектов — самолётов, автомашин, артиллерийских орудий и более сотни вражеских солдат. Был награждён орденом Отечественной войны 2-й степени. В октябре-ноябре 1944 года в составе своей дивизии, но уже в 1-й воздушной армии 3-го Белорусского фронта, отличился в боях на территории Литовской ССР. Гвардии старший сержант Пелевин в боевых вылетах в районе юго-западнее города Вилкавишкис в пяти воздушных боях отразил несколько атак вражеских истребителей, огнём из пулемёта по наземным целям подавил 3 пулемётные точки, вывел из строя 4 автомашины, 7 повозок, истребил большое количество солдат противника. Приказом от 3 декабря 1944 года за образцовое выполнение заданий командования и проявленные мужество и отвагу гвардии старший сержант Пелевин Константин Яковлевич награждён орденом Славы 2-й степени.
В завершающих боях гвардии старшина Пелевин в составе экипажа командира эскадрильи гвардии майора Котюнина совершил ещё 36 боевых вылетов. Во время этих вылетов уничтожил 8 автомашин, 5 повозок с грузами, 8 миномётов с расчётами, поджёг 3 здания с засевшими в них гитлеровцами и истребил не менее 150 вражеских солдат и офицеров. Кроме того, огнём из пулемёта он подавил около 30 огневых точек малокалиберной зенитной артиллерии, чем обеспечил командиру успешную штурмовку вражеских объектов. Всего к маю 1945 года на счету гвардии старшины Пелевина было 146 боевых вылетов на штурмовку военных объектов, аэродромов, скоплений живой силы противника. Он был представлен к награждению орденом Славы 1-й степени.
Указом Президиума Верховного Совета СССР от 29 июня 1945 года за исключительное мужество, отвагу и бесстрашие, проявленные на заключительном этапе Великой Отечественной войны в боях с гитлеровскими захватчиками гвардии старшина Пелевин Константин Яковлевич награждён орденом Славы 1-й степени.
В 1945 году К. Я. Пелевин был демобилизован. Вернулся в Ленинград. Работал по своей довоенной специальности — мастером модельного участка литейного цеха ордена Трудового Красного Знамени машиностроительного завода имени Котлякова. Умер 22 октября 1987 года. Похоронен на братском кладбище лётчиков в деревне Агалатово Всеволожского района Ленинградской области.
Награждён орденами Отечественной войны 1-й и 2-й степени, Славы 3-х степеней, медалями.